# Муханов, Николай Иванович (Герой Социалистического Труда)
Николай Иванович Муханов  (1927 — 2011) — советский передовик производства в системе атомной промышленности, мастер ГХК МСМ СССР. Герой Социалистического Труда (1966).

## Биография
Родился 25 августа 1925 года в хуторе Муромцев, Грязовецкого района, Вологодской области.
В 1940 году Н. И. Муханов начал трудовую деятельность в городе Ленинград — учеником ремесленного училища. С 1941 года наравне со взрослыми выполнял оборонные заказы на Ленинградском заводе № 174 имени К. Е. Ворошилова, где проработал до 1949 года.
В 1949 году как успешный работник был откомандирован на закрытый Комбинат № 817  в городе Челябинск-40, который занимался производством компонентов ядерного оружия, изотопов, хранением и регенерацией отработавшего ядерного топлива. Н. И. Муханов работал на основном производстве, работал крановщиком в центральном зале и электромонтёром.
С 1957 года работал на закрытом  Горно-химическом комбинате МСМ СССР в городе Красноярск-26 — мастером по ремонту электрооборудования на гидрометаллургическом (реакторном) заводе. За время работы на заводе Н. И. Муханов подготовил целый отряд рабочих высшей квалификации, которые успешно продолжали дело своего наставника. В 1961 году ему одному из первых на предприятии было присвоено звание «Ударник коммунистического труда».
29 июля 1966 года «за выдающиеся заслуги в выполнении планов 1959-1965 годов и создании новой техники» Указом Президиума Верховного Совета СССР Николай Иванович Муханов был удостоен звания Героя Социалистического Труда с вручением Ордена Ленина и золотой медали «Серп и Молот».
С 1959 по 1965 годы избирался депутатом городского Совета депутатов трудящихся.
С конца 1980-х годов ушёл на пенсию. Жил в Железногорске. Умер 10 октября 2011 года.

## Награды
- Медаль «Серп и Молот» (29.07.1966)
- Орден Ленина (29.07.1966)

## Память
- В 2012 году в Железногорске открыта памятная доска Герою Социалистического Труда Николаю Ивановичу Муханову.